# Brennerský tajch
Brennerský tajch nebo Praniarsky tajch je tajch v Štiavnických vrších v katastrálním území obce Hodruša-Hámre v okrese Žarnovica.

## Dějiny
Brennerský tajch se poprvé uvádí v písemných podkladech v roce 1584, pravděpodobně byl postaven v první polovině 16. století v bočním údolí nad historickým centrem Banské Hodruše v Hodrušské hornatině jako majetek nejsilnější těžařské brennerské společnosti. Přesný rok vybudování ani projektant není znám, Hans Brenner se jako majitel dolů a hutě v Hodruši uvádí v roce 1519, Brennerská společnost byla založená spojením trojice nejmocnějších težařství v revíru v roce 1571, zanikla 1640. Další zmínky o Brennerském tajchu jsou z 17. století a 18. století
Brennerský tajch má nejhrubší a nejmasivnější hráz ze všech tajchů v Štiavnických vrších – na koruně hráze šířka této hráze přesahuje 30 metrů při relativně malém objemu zadržované vody a při výšce vzdušného svahu hráze do 10 metrů.
Nepoměr masy hráze a zadržované kapacity vody lze vysvětlovat několika způsoby:
1) Bezpečnostní faktor – předimenzování hráze kvůli faktu, že pod hrází Tajch je celé historické jádro Banské Hodruše s obytnými domy, kostely, cennými doly, Huta a úpravnami rudy. Masivní předimenzovanou hráz mohou přívalové vody poškodit méně.
2) Problémy s vybudovanou hrází – pokud prvotní hráz propouštěla vodu netěsnostmi, mohli se jí provozovatelé a majitelé pokoušet situaci řešit její zpevňováním masivními navážkami
3) Vysvětlení, že Brennerský tajch nikdy nebyl dostavěn na projektován objem a výšku hráze, a že tedy zůstal jen masivní základ hráze. Tato hypotéza je málo pravděpodobná, protože investoři podobné velké stavební akce věděli řádně spočítat již v 16. století.
Hráz Brennerského tajchu byla několikrát nastavována a zvětšována, i poté, co byl v roce 1705 Samuelem Mikovíni dobudován Horní Hodrušský tajch a v roce 1744 Dolný Hodrušský tajch, které fakticky několikanásobnou kapacitou zadržované vody převzaly původní funkci Brennerského tajchu. Tento se po tomto období stal jen pomocnou vodní nádrží, jako rezervní zdroj vodní energie pro důlní a hutní stroje a zařízení v Hodrušském údolí.
Poslední přestavba Brennerského tajchu – zvýšení hráze o jednu sáh (2 metry) a tím zvýšení kapacity tajchu na nynější parametry proběhla v roce 1811 v souvislosti se zkouškami Kempelenova reaktivního stroje (předchůdce turbín) v šachtě Michal strojním mistrem Chenotom. Brennerský tajch sloužil pro tento stroj jako zdroj tlakové vody v letech 1814 – 1816.
V druhé polovině 19. století po zavaleni ústí šachty Michal v Hodruši údržba tajchu pravděpodobně začala být zanedbávána. Šachta se sice nadále používala, ale voda se do ní už nedala přivádět z povrchu.
Po 2. světové válce byl dnový výpustný systém jezera úmyslně poškozen, ale tajch stále sloužil jako oblíbené výletní místo a koupaliště místních obyvatel. V roce 1955 se po dlouhotrvajících letních deštích sesunula část pláště vzdušné hráze a voda z Tajch pozvolna vytekla. Hráz byla opravena, ale výpustní zařízení ne, takže voda se v Brennerským Tajch akumuluje pouze v menším objemu.
V současnosti je tajch ve zprávě Slovenského vodohospodářského podniku, nijak se nevyužívá.

## Technické využití
Brennerský tajch zachycoval srážkové vody z doliny Grinta / Grünthal, která končí o několik set metrů výše na hraně rozvodí Hodrušského a Vyhnianskeho potoka při usedlosti Hadová / starší název Majer Horní dvůr. Brennerský tajch měl cca 500 metrů dlouhý sběrný (přívodní) jarok, který do Tajch přiváděl i srážkové vody přiváděné mimo oblast jeho přirozené svůdně z jižních svahů rozhraní doliny Althandel a Grinta a vody vytékající z na vodu bohaté štoly Marie Mutter Gottes. Následně naakumulované vody přes dnovou výpusť tajchář tyto propouštěl do Královské vodní stružky šachty Michal v údolí Althandel nad Banskou Hodruša dlouhé cca 1000 metrů, kde vody hnaly vodní kola důlních a úpravárenských strojů. Vody zadržené brennerským tajchem čerpaly vodu z hlubších částí dolů na úroveň dědičných štol, hnaly měchy hutí a drtiče hamrů na železné a vzácné kovy. Případně se voda dala vypouštět do Grintálskeho a následně Hodrušského potoka a z něj se odrážela k jednotlivým důlním závodům. Po napojení Královské přívodní stružky na Horní Hodrušský tajch již Brennerský tajch ztratil význam, a sloužil jako požární vodní nádrž.

## Současnost
Prakticky nefunkční Brennerský tajch je ve zprávě Slovenského vodohospodářského podniku, Odštěpný závod Povodí Hronu. Plní se jen na malou část své maximální kapacity při tání sněhu a vydatnějších deštích, přičemž zmírňuje průběh lokálních povodní. Zátopová část tajchu je porostlá vodomilnými dřevinami jako vrba bílá, olše lepkavá. Kamenné vyložení návodního svahu hráze je zachovalé, systém dnové výpusti je poškozen, ale průtočný.
Rekonstrukce Brennerského Tajchu je již desítky let odkládána, plocha koruny hráze se dostala odprodejem do soukromého vlastnictví jako zemědělská půda.
Ve vzdušné straně hráze Tajchuu je vidět jasně zachovalou část Královské náhonné stružky za vyústěním Královské vodní štoly v místě dotyku hráze se svahem.
V literatuře se často uvádí, že Královským vodním potokem se dal Brennerský tajch dopouštět vodou od Horního Hodrušské Tajchu. Kvůli výškovému rozdílu stružky (je níže) a koruny hráze (je výše) je však zřejmé, že jde o omyl.

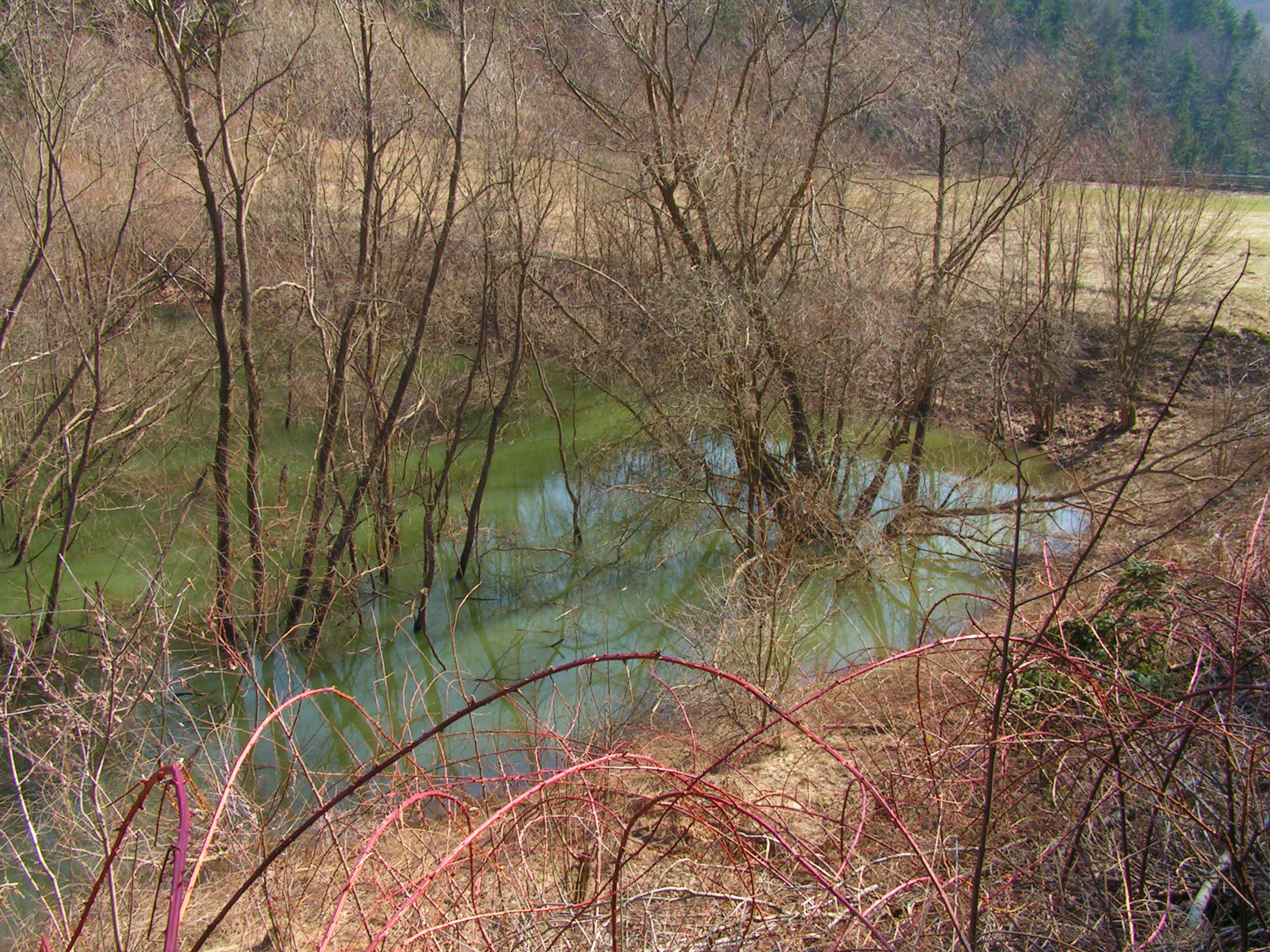
Brenner tajch voda

### Základní parametry tajchu
- Nadmořská výška koruny hráze: 554,91 m
- Objem: současný cca 68715 m³
- Vodní plocha: současná cca 0.6071 ha
- Délka koruny hráze: 100 m
- Šířka koruny hráze: max. 30 m
- Výška hráze od terénu: 10 m
- Maximální hloubka: 7.5 m

### Typ hráze
Zemní sypaná – heterogenní, konstrukce a členění hráze je stejná jako u Tajchu Rozgrund nebo Dolnohodrušského tajchu.Podle plánu z roku 1811 vyhotoveného měřičem Markem měla hráz svrchní přepadové jarky po obou okrajích hráze. Dnes nejsou čitelné.

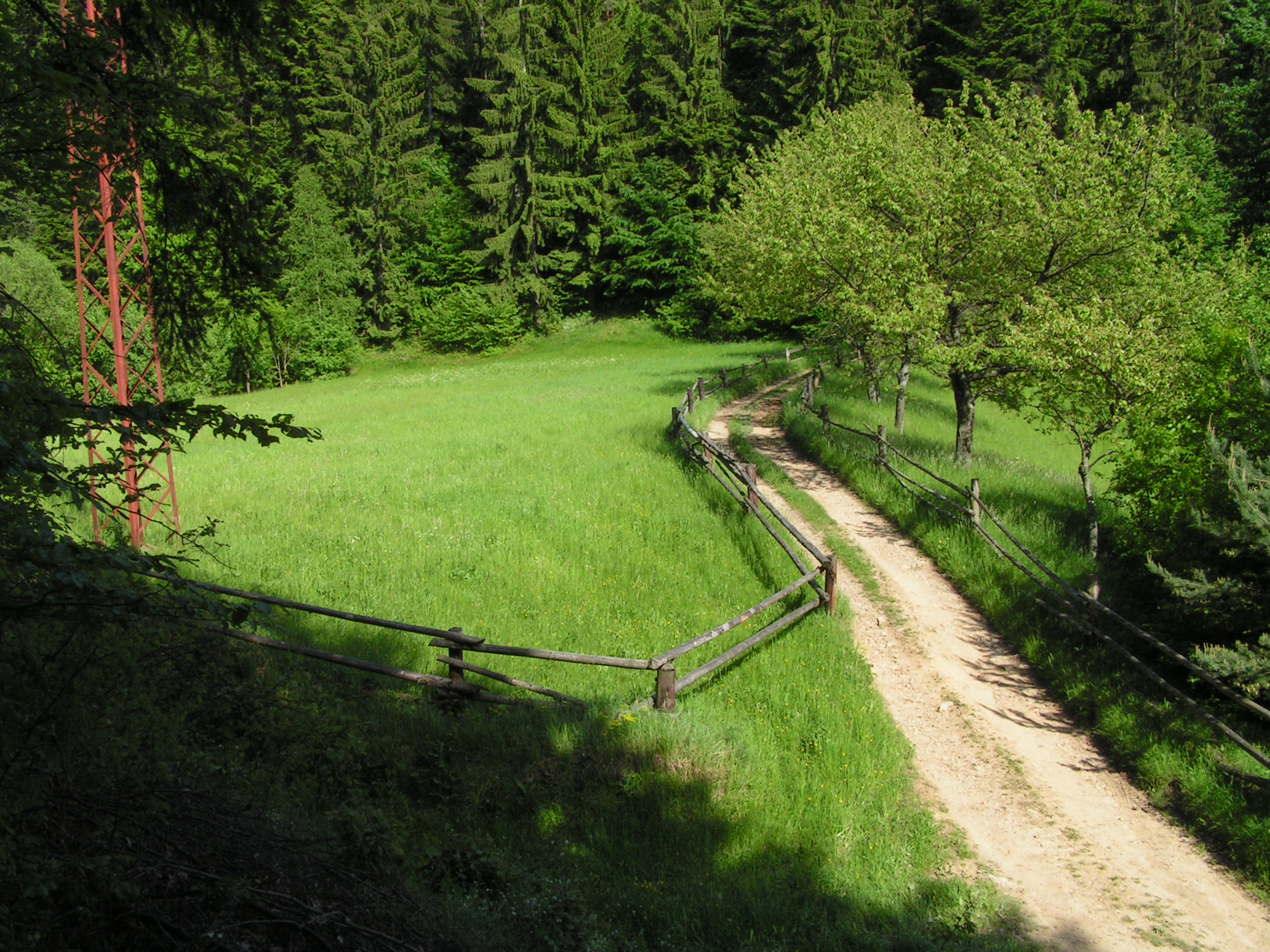
Koruna hráze Brennerského Tajch 30 m široká

### Délka přívodních (sběrných) struh
Od Tajch po Mária Mutter Gottes štoly cca 500 m.

### Délka náhonních struh
Jarok Královský vodní od Brennerského Tajchu po šachtu Michal v údolí Althandel cca 1000 m.